# William Powell
William Powell, född 29 juli 1892 i Pittsburgh, Pennsylvania, död 5 mars 1984 i Palm Springs, Kalifornien (i en hjärtattack), var en amerikansk skådespelare. Powell var stjärna hos Metro-Goldwyn-Mayer, han bildade par med Myrna Loy i 14 filmer, däribland i Gäckande skuggan-serien baserad på karaktärerna Nick och Nora Charles, skapade av Dashiell Hammett. Powell nominerades till en Oscar för bästa manliga huvudroll tre gånger, för sina insatser i Den gäckande skuggan (1934), Godfrey ordnar allt (1936) och Pappa och vi (1947).
William Powell var verksam på Broadway från 1912. Han filmdebuterade 1922, som professor Moriarty i Sherlock Holmes. Han spelade sedan obehagliga typer i en lång rad stumfilmer. När ljudfilmen kom, etablerade han sig som elegant komediaktör. Sitt stora genombrott fick han som den whiskypimplande detektiven Nick Charles i Den gäckande skuggan (1934), som byggde på Dashiell Hammetts detektivromaner.
Powell var åren 1931–1933 gift med Carole Lombard och i mitten av 1930-talet förlovad med Jean Harlow, fram till hennes död 1937. I sitt första äktenskap med Eileen Wilson fick han en son. År 1940 gifte sig William Powell med skådespelaren Diana Lewis och de förblev gifta fram till hans död 1984.

## Filmografi
- 1922 – Sherlock Holmes
- 1924 – Romola
- 1926 – Tricolorens hjältar

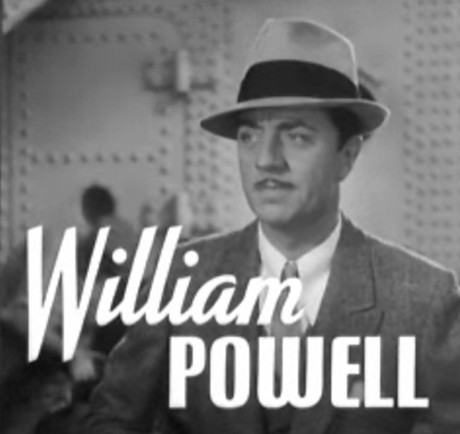
William Powell i trailern till Situationens herre (1936).

- 1927 – Dolores från apachekaféet
- 1927 – Kavaljeren från Nevada
- 1928 – Sista kommandot
- 1928 – I brottets skugga
- 1928 – Hämndens natt
- 1928 – När sista skottet föll
- 1928 – Känn mig på pulsen
- 1928 – Beau Sabreur
- 1929 – Midnattsmysteriet
- 1929 – The Greene Murder Case
- 1929 – Din man och min hustru
- 1929 – The Four Feathers
- 1930 – Paramount-paraden
- 1930 – Brottets gata
- 1930 – Benson-mysteriet
- 1930 – I skuggan av lagen
- 1930 – For the Defense
- 1930 – Hjärtan bakom mask
- 1931 – Man of the World
- 1931 – Ladies' Man
- 1931 – The Road to Singapore
- 1932 – Hongkong - San Francisco
- 1932 – Pengar eller livet!
- 1932 – Den stora juvelstölden
- 1933 – Kinesiska rummets hemlighet
- 1933 – Lawyer Man
- 1933 – Double Harness
- 1933 – Privatdetektiv 62
- 1934 – Den gäckande skuggan
- 1934 – En Manhattan-melodram
- 1934 – The Key
- 1934 – Ett farligt möte
- 1934 – Paris i gala
- 1935 – Den maskerade demonen
- 1935 – Rendez-vous
- 1935 – Hjärter i trumf
- 1936 – Efter den gäckande skuggan
- 1936 – Den store Ziegfeld
- 1936 – Godfrey ordnar allt
- 1936 – Situationens herre
- 1936 – Fru Sherlock Holmes
- 1937 – Dubbelbröllop
- 1937 – The Emperor's Candlesticks
- 1937 – Äventyr i societén
- 1938 – Baronessan och hovmästaren
- 1939 – Gäckande skuggan kommer tillbaka
- 1940 – Jag älskar dig åter
- 1941 – Gäckande skuggan på nya äventyr!
- 1941 – Kärlekstokig
- 1942 – Okänt område
- 1944 – Gäckande skuggan tar hem spelet
- 1944 – Kärlek och astronomi
- 1946 – Ziegfeld Follies
- 1946 – Syndare i New York
- 1947 – Pappa och vi
- 1947 – Melodin som gäckade skuggan
- 1947 – Fy på sej, gamla människan!
- 1948 – En flicka på kroken
- 1949 – Dans i mörker
- 1949 – En blondin försvinner
- 1952 – The Treasure of Lost Canyon
- 1953 – Hur man får en miljonär
- 1953 – Kvinnan jag vill ha
- 1955 – Nattpermission

## Utmärkelser
- 1935 - Oscarsnominerad för bästa manliga huvudroll för sin roll i Den gäckande skuggan
- 1937 - Oscarsnominerad för bästa manliga huvudroll för sin roll i Godfrey ordnar allt
- 1948 - Oscarsnominerad för bästa manliga huvudroll för sin roll i Pappa och vi